# Nososticta smilodon
Nososticta smilodon – gatunek ważki z rodziny pióronogowatych (Platycnemididae).